# Душко Локин
Душко Локин (Задар, 13. јун 1943) југословенски је и хрватски певач поп музике.

## Биографија
Рођен је у Задру. Са групом Кондори, 1969. године, снима прву успешну песму Драга Марија и од тада почиње професионално да се бави певањем.

## Каријера
До седамнаесте године био је успешан спортиста, играо је фудбал у другој лиги, а као рукометаш био је позван да игра у југословенској јуниорској репрезентацији.
Сарађивао је са многим композиторима: Ђорђем Новковићем, Зденком Руњићем, Хрвојем Хегедушићем, Рајмондом Руићем...
Продао је више милиона носача звука, а био је један од популарнијих певача бивше Југославије.
Учествовао је на свим значајним фестивалима у бившој СФРЈ, где је више пута побеђивао и био награђиван.
Међу снимљеним плочама интересантан је ЛП "Пјесме наше младости" где је између осталог отпевао : "Бесаме мућо", "Ла палома", "Адиос Амиго" и тему из филма "Један дан живота" "Мама Хуанита".

## Фестивали
Сплит:
- Добро јутро, '72
- У наручју мом, '73
- Једна жена чека брод, '75
- Постала си жена, '78
- Избриши моје име, '81
- Пјесма морнара (Вече Устанак и море), '81
- Брод живота, '87
- Спавај ми, дите моје, '89
- Срце си ми откопчала, '91
- Запивајмо Далмацији, наздравимо Кроацији (дует са Долорес, Мелодије хрватског Јадрана, Сплит), '92
- Добро јутро, Далмацијо,'93
- Далматинца срића прати (дует са Emily, Мелодије хрватског Јадрана, Сплит), '94
- Све теби дугујем (Мелодије хрватског Јадрана, Сплит), '95
- Не море се више волит, '97
- Чека ме Далмација, 2007
- Липа спиза Далматинска, 2010
- Серенада (Вече познати певају), 2010
- Фали море, држ' се жала, 2015

Ваш шлагер сезоне, Сарајево:
- Далеко од љубави, '71
- Стварност бит ће сан, '72
- Још памтим, прва награда публике и друго место, '74
- Расплети вијенац љубави, друго место, '75
- Вјетри шуме, ријечи носе, друго место, 76
- Има, има дана, '79

Опатија:
- Марина, '85

Београдско пролеће:
- Моја Марија, '72
- Кад порастеш, победничка песма, '77

Загреб:
- Буди ту, '70
- Доста је свега, '71
- Ријечи помирења, победничка песма, '74
- Жено моја, победничка песма, '76
- Опијаш ме јаче него вино , '77
- Иди и реци довиђења, '78
- Само Марија, '83
- Ја не жалим, '88
- Buenas dias Amigos (дует са Џо Марачић Макијем), '89
- Ти моју тугу не чујеш, '90

Хит парада, Београд:
- Звоне стара звона, '75
- Ти си била увијек покрај мене, победничка песма, '76

Словенска попевка:
- Знам да негдје живи жена, прва награда публике, '76

Задар:
- Љубав има два живота, '93
- Пусте су скале моје кале, '94
- Луда ноћ нас зове, '98
- Ја сам папак, 2010

Хрватски радијски фестивал:
- Бацила си прстен мој (Вече легенди), 2001

CMC festival, Водице:
- Ти, само ти, награда хит фестивала по избору читатеља часописа Story, 2023
- Тајно моја, 2024
- Морнарева писма, 2025